# Piercia nimipunctata
Piercia nimipunctata är en fjärilsart som beskrevs av Antonius Johannes Theodorus Janse 1933. Piercia nimipunctata ingår i släktet Piercia och familjen mätare. Inga underarter finns listade i Catalogue of Life.